# ジャカルタ日本人学校
ジャカルタ日本人学校（英語：Jakarta Japanese School, インドネシア語：Sekolah Jepang Jakarta）はインドネシアの首都ジャカルタの郊外にある、在インドネシア日本人のための初等、中等（中学校）教育を行う日本人学校。そのため、日本国の文部科学省の管轄下である。略称はJJS。校歌は、中村保が作詞し、松田敏江が作曲を手掛けた「椰子の葉陰に」

## 概要
ジャカルタ首都特別州の郊外に位置し、幼稚部、小学部、中学部で構成されている。
それぞれの部を、インドネシア語で幼稚園を意味するTK、小学校を意味するSD、中学校を意味するSMPと呼ぶこともある。(例として小学6年生をSD 6、中学3年生をSMP 3と表記する)毎年7月に体育祭、10月に文化祭(JJSフェスティバル)が開催される。JJSフェスティバルでは、小学部と中学部の全クラスがブースを作り、児童と生徒、その保護者に向けて発表が行われる。中学2年生の修学旅行では、行き先を生徒達で決定する方針がとられている。基本的に校則は緩く、インドネシアの文化・宗教的な事情を踏まえ、ピアスなどといったアクセサリーは着用可能ではあるが、水泳の授業の際には外すことが求められる。また、アクセサリーの着用を推奨しているわけでなく、あくまで許容である。学習面に関しては、英語教育に力を入れており、日本人教師が授業を行う英語科の他に、ALTのみがオールイングリッシュ授業を行うECという科目が設定されている。ECでは定期的にテストを行い、その結果に応じてクラスが割り振られる。また、TIというインドネシア語の授業もあり、こちらもテストの結果でクラスが割り振られる。また中学部に関しては日本の公立中学に比べ、かなり発展した授業を展開しているほか、多くの生徒が現地の日本人が運営する塾に通っているため、総合的に学力が高い傾向にある。通学面に関しては生徒・児童の通学範囲が広いため、生徒・児童のうち学校近辺に住んでいる者以外の多くはスクールバスを利用して通学している。スクールバスは日本人の多く住むアパートメント(日本のタワーマンションに相当)を発着する。入学要件は、ジャカルタ首都特別州もしくはその周辺に在住する者で、その所属する企業または個人が日本人学校維持会の会員である保護者の子女であること、子女が日本国籍を有すること、子女がインドネシア国籍でないこと(インドネシア共和国政府の規定による。但し、日本とインドネシア国籍を持つ二重国籍者の場合は該当しない為、入学資格有り）である。

## 学校教育目標
・学校教育目標
心豊かでたくましく 主体的に生きる子の育成
〜ジャカルタで学ぶことの素晴らしさを実感し、豊かな人権感覚と国際性を養い、確かな学力を培う教育実践の創造〜
・めざす子ども像
【心豊かな感性を持って、生き生きと活動する子】
＞よく考える子
＞思いやりのある子
＞体をきたえる子
＞世界に心をひらく子
・めざす学校像
【夢、笑顔、元気にあふれる学校】
＞学ぶ喜びがあふれる学校
＞感謝の気持ちがあふれる学校
＞いつも元気があふれる学校
＞インドネシアとのつながりがあふれる学校
・めざす教師像【絶えず自己研鑽に励み、チャレンジし続ける教師】
＞ 学び続ける教師
＞ 子供中心の教師
＞ 情熱のある教師
＞ 信頼される教師

## 校舎
敷地面積79,192㎡、3階建て校舎3棟で構成される。小学部・中学部ごとにグラウンド、体育館、プール、コンピューター室がそれぞれにあり、小学部と中学部の全教室と特別教室、中学部体育館にエアコンが設置されている。またテニスコート、学級園、売店やカフェなどがある。基本的に小学部と中学部の合同行事では、規模の大きい中学部体育館が使用される。小学部グラウンドには土俵が設置されている。図書館には約23000冊の本が所蔵されている。

## 沿革
- 1968年 日本語補習学校開校
- 1969年 Tebet Utaraにて日本国大使館付属ジャカルタ日本人学校として開校（在籍児童11名）
- 1970年 文集「みなみ十字」第1号完成
- 1970年 第1回卒業式（小学部男子1名、女子1名）
- 1970年 中学部併設
- 1971年 幼稚部入園式
- 1972年 小中学部がPasar Mingguの新校舎へ移転
- 1975年 校歌・校章の制定、幼稚部がPasar Mingguへ移転
- 1978年 新校舎へ移転
- 1979年 インドネシア共和国における国際学校として認可
- 1996年 小中学部がBintaro Jayaの新校舎へ移転
- 1997年 文部省より3年間の「国際教育・文化交流推進校」の指定
- 1998年 ジャカルタ市内暴動による緊急一斉下校を試みたが、幼稚部35名、小学部488名、中学部216名が、学校待機
- 2000年 文部省より海外子女教育研究「特殊教育の推進」の指定
- 2003年 文部科学省より3年間「国際教育・文化交流推進校」の指定
- 2006年 幼稚部がBintaro Jayaの新校舎に移転
- 2023年 岸田裕子前内閣総理大臣夫人来校

## 著名な出身者・関係者
- 津田健次郎 - 声優、俳優(主な出演作は「呪術廻戦」、「 遊☆戯☆王デュエルモンスターズシリーズ」など)
- 神尾葉子 - 漫画家(主な代表作は「花より男子」、「キャットストリート」など)
- 山守文雄 - テレビプロデューサー、作家、漫画原作者
- 梅村妃奈子[1][2] - サイレントサイレン
- 潮紗理奈 - 日向坂46